# Barisia
Barisia es un género de lagartos de la familia Anguidae. Son endémicos de México.

## Especies
Listadas alfabéticamente:
- Barisia ciliaris
- Barisia herrerae (Zaldîvar-Riverón & Nieto-Montes de Oca, 2002)
- Barisia imbricata (Wiegmann, 1828)
- Barisia levicollis (Stejneger, 1890)
- Barisia rudicollis (Wiegmann, 1828)